# Белшина (футбольный клуб)
«Белши́на» (бел. «Белшына») — белорусский футбольный клуб из города Бобруйска, основанный в 1976 году. До 1995 года выступал под названием «Шинник».
Чемпион Беларуси (2001), трёхкратный обладатель Кубка Беларуси (1997, 1999, 2001).

## Названия клуба
- «Шинник» (1976—1996)
- «Белшина» (с 1996 года)

## История
Первая футбольная команда в Бобруйске основана в 1922 году.
В 1976 году Белорусский шинный комбинат стал учредителем команды «Шинник», преобразованной в 1996 году в «Белшину». Дважды — в 1978 и 1987 годах — «Шинник» выигрывал первенство БССР. В 1976, 1980 и 1986 годах становился серебряным призёром соревнований. В 1979 году «Шинник» стал обладателем Кубка БССР, а в 1977, 1980 и 1991 годах выходил в финал турнира. В 1988 году — обладатель Кубка сезона БССР, а в 1992 году — финалист Кубка сезона Беларуси. В 1977 и 1979 годах команда принимала участие в розыгрыше Кубка СССР среди команд коллективов физкультуры.
В суверенных турнирах чемпионата и Кубка страны второй половины 1990-х годов и начале третьего тысячелетия «шинники» были в числе несомненных лидеров белорусского футбола. Наивысшим достижением бобруйской «Белшины» в национальном чемпионате Беларуси является звание чемпиона, добытое в 2001 году. В 1997 году белшиновцы стали серебряными, а в 1996 и 1998 годах — бронзовыми призёрами чемпионата страны. Бобруйчане — трёхкратные обладатели Кубка Беларуси. В октябре 1997 года техническим спонсором команды стала фирма Puma. Завоевывали они почётный трофей регулярно с интервалом в два года: в 1997, 1999 и 2001 годах, всякий раз, когда выходили в финал турнира. Четырежды «Белшина» участвовала в европейских клубных турнирах: в сезоне 1997/98 — в Кубке обладателей кубков, в 1998/99, 1999/2000 и 2001/02 — в Кубке УЕФА, 2002/03 — в квалификации Лиги чемпионов.
В составе «Белшины» играл ряд футболистов, представлявших свой клуб в национальной сборной Беларуси — Андрей Хлебосолов, Владимир Путраш, Дмитрий Балашов, Андрей Хрипач, Александр Седнёв и Валерий Шанталосов. Наибольшее число матчей в высшей лиге чемпионатов Беларуси сыграл Эдуард Градобоев — 249. Лучшими бомбардирами становились: в чемпионатах — Андрей Хлебосолов (69), за сезон — Андрей Хлебосолов (34, 1996). Самый полезный игрок по системе «Гол + пас» — Андрей Хлебосолов: в чемпионатах — 96 (69+27), за сезон — 37 (34+3), 1996 г.
По итогам сезона 2006 года бобруйская команда выбыла в первую лигу. В первенстве 2007 года сразу три команды выходили в высшую лигу. Однако белшиновцы заняли лишь четвёртое место и остались без заветной путёвки.
В мае 2023 года контрольно-дисциплинарная комиссия Белорусской федерации футбола установила, что «Белшина» участвовала в договорном матче против солигорского «Шахтёра» (результат 1:4 в пользу «Шахтёра»). КДК АБФФ оштрафовала «Белшину» на 74 тысячи белорусских рублей, а также лишила 10 очков в сезоне 2023 года и 5 — в сезоне 2024. Позже КДК АБФФ так же установила, что бобруйский клуб в 2022 году получил денежные средства в наличной форме, которые не были отражены в бухгалтерском учёте клубов и не вошли в периметр отчётности. За это он был лишён ещё одного очка в сезоне 2023. Также бывший игрок «Белшины» Дмитрий Гомза, совершивший фол в том матче, был отстранён от любого участия в деятельности, связанной с АБФФ и оштрафован на 37 тысяч белорусских рублей. Штрафам подверглись и некоторые другие игроки и тренер «Белшины».

## Сезоны
- 1996 — 3-е место
- 1997 — 2-е место
- 1998 — 3-е место
- 1999 — 8-е место
- 2000 — 9-е место
- 2001 — 1-е место
- 2002 — 8-е место
- 2003 — 10-е место
- 2004 — 16-е место
- 2005 — Д-2, 1-е место
- 2006 — 14-е место
- 2007 — Д-2, 4-е место
- 2008 — Д-2, 3-е место
- 2009 — Д-2, 1-е место
- 2010 — 6-е место
- 2011 — 5-е место
- 2012 — 7-е место
- 2013 — 7-е место
- 2014 — 10-е место
- 2015 — 4-е место
- 2016 — 15-е место
- 2017 — Д-2, 5-е место
- 2018 — Д-2, 3-е место
- 2019 — Д-2, 1-е место
- 2020 — 15-е место
- 2021 — Д-2, 2-е место
- 2022 — 12-е место
- 2023 — 15-е место
- 2024 — Д-2, 4-е место

## Титулы и достижения

### Национальные титулы

#### СССР
- Чемпионат БССР

Чемпион (2): 1978, 1987
Вице-чемпион (3): 1976, 1980, 1986
- Кубок БССР

Обладатель: 1979
Финалист (3): 1977, 1980, 1991

#### Беларусь
- Чемпионат Беларуси

Чемпион: 2001
Вице-чемпион: 1997
Бронзовый призёр (2): 1996, 1998
- Первая лига

Чемпион (4): 1992/1993, 2005, 2009, 2019
Вице-чемпион (2): 1992, 2021
Бронзовый призёр (2): 2008, 2018
- Кубок Беларуси

Обладатель (3): 1997, 1999, 2001
Финалист: 1992

### Еврокубки
- Участник 1/16 финала Кубка обладателей кубков: 1997/98

## Самые крупные победы
- в чемпионате СССР 5:1 («Ниструл», Бендеры, 1961) и 4:0 («Локомотив», Гродно, 1946);
- в Кубке СССР среди КФК 3:1 («Химик», Силламяэ, 1977);

в национальном чемпионате Беларуси 7:0 («Ведрич», Речица, 1996); («Динамо», Брест, 2014);
- в Кубке Беларуси 8:2 («Верас» Несвиж, 2000) и 6:0 («Полесье», Козёнки, 1999);
- в чемпионате БССР 11:0 (команда Слуцка, 1926);
- в Кубке БССР 9:0 (ВЧ Минск, 1951).
- в Чемпионате Беларуси, Высшей лиге 7:0 («Динамо Брест», Брест, 2013).

## Цвета клуба
| Красный | Чёрный | Белый |

## Текущий состав
| 13 | Флаг Беларуси | Вр  | Никита Паценко      | 2002 |  |  |  |  |  |
| 16 | Флаг Беларуси | Вр  | Иван Фролов         | 2005 |  |  |  |  |  |
| 24 | Флаг Беларуси | Вр  | Владислав Дрозд     | 2007 |  |  |  |  |  |
|    |               |     |                     |      |  |  |  |  |  |
| 4  | Флаг Беларуси | Защ | Владислав Соланович | 1998 |  |  |  |  |  |
| 19 | Флаг Беларуси | Защ | Никита Соколовский  | 2002 |  |  |  |  |  |
| 23 | Флаг Беларуси | Защ | Владислав Ковалевич | 2000 |  |  |  |  |  |
| 30 | Флаг Беларуси | Защ | Семён Шестиловский  | 1994 |  |  |  |  |  |
| 95 | Флаг Беларуси | Защ | Павел Дубовский     | 2005 |  |  |  |  |  |
|    | Флаг Беларуси | Защ | Никита Гончаров     | 2005 |  |  |  |  |  |
|    | Флаг Беларуси | Защ | Александр Кучинский | 1996 |  |  |  |  |  |
|    | Флаг Беларуси | Защ | Кирилл Болотников   | 2008 |  |  |  |  |  |
|    |               |     |                     |      |  |  |  |  |  |
| 3  | Флаг Беларуси | ПЗ  | Юрий Козлов         | 1991 |  |  |  |  |  |

| 5  | Флаг Беларуси | ПЗ  | Павел Селезнёв       | 2000 |  |  |  |  |  |
| 9  | Флаг Беларуси | ПЗ  | Владислав Болотников | 2004 |  |  |  |  |  |
| 11 | Флаг Беларуси | ПЗ  | Станислав Ломако     | 2002 |  |  |  |  |  |
| 21 | Флаг России   | ПЗ  | Никита Голуб         | 1997 |  |  |  |  |  |
| 71 | Флаг Беларуси | ПЗ  | Вадим Бальбух        | 1993 |  |  |  |  |  |
| 77 | Флаг Беларуси | ПЗ  | Кирилл Малых         | 2006 |  |  |  |  |  |
|    | Флаг России   | ПЗ  | Вадим Ткаченко       | 2003 |  |  |  |  |  |
|    | Флаг Беларуси | ПЗ  | Илья Вихров          | 2002 |  |  |  |  |  |
|    | Флаг Беларуси | ПЗ  | Артём Зимин          | 2003 |  |  |  |  |  |
|    |               |     |                      |      |  |  |  |  |  |
| 10 | Флаг Беларуси | Нап | Арсений Ачаповский   | 2002 |  |  |  |  |  |
| 18 | Флаг Беларуси | Нап | Павел Горбач         | 2000 |  |  |  |  |  |
| 20 | Флаг Беларуси | Нап | Даниил Куликов       | 2007 |  |  |  |  |  |

## Спонсоры
Спонсорами являются ОАО «Белшина» и Бобруйский городской исполком.

## Стадион

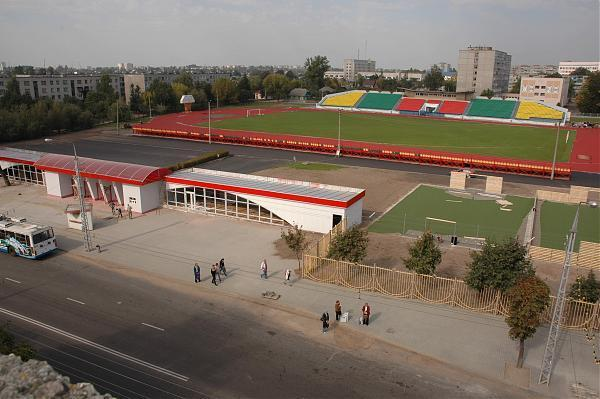
Стадион «Спартак»

Стадион ФК «Белшина» — «Спартак» (Бобруйск). В 2004 году проведён первый этап реконструкции. В 2006 году после второго этапа реконструкции приобрёл современные вид и вместимость. Вместимость — 3709 зрителей. Адрес стадиона — ул. Октябрьская, 119. Статус: допущен к проведению международных матчей. Построен в апреле 1934 года.

## «Белшина-2»
Вторая клубная команда выступает во второй лиге. Проводит домашние матчи на стадионе имени А. Прокопенко, вмещающем 1500 зрителей.

### Статистика
| Сезон | Лига                                    | М       | И  | В | Н | П  | РМ      | О  | Примечания           |
| ----- | --------------------------------------- | ------- | -- | - | - | -- | ------- | -- | -------------------- |
| 2019  | Вторая лига                             | 10 (15) | 28 | 9 | 2 | 17 | 31 — 61 | 29 | преобразован в дубль |
| 2020  | Высшая лига (дублёры)                   | 14 (16) | 30 | 7 | 7 | 16 | 46 — 57 | 28 |                      |
| 2021  | Вторая лига, зона «Могилёвская область» | 4 (7)   | 18 |   |   |    |         | 29 |                      |
| 2022  | Высшая лига резервистов                 | 10 (16) | 30 |   |   |    |         | 36 |                      |
| 2023  | Высшая лига резервистов                 |         |    |   |   |    |         |    |                      |